# Shūgiin-Wahl 2021
- KPJ: 10
- Reiwa: 3
- SDP: 1
- KDP: 96
- DPFP: 11
- Unabh.: 10
- Ishin: 41
- Kōmeitō: 32
- LDP: 261

Die Shūgiin-Wahl 2021 war die 49. allgemeine Wahl der Mitglieder des Shūgiin (Abgeordneten-/Repräsentantenhaus) (japanisch 第49回衆議院議員総選挙 dai-49-kai Shūgiin giin sō-senkyo), dem Unterhaus der japanischen Kokkai (Parlament). Zur Wahl standen die unverändert 465 Mitglieder des Shūgiin in einem Grabenwahlsystem, 176 in Verhältniswahl, 289 in relativer Mehrheitswahl.
Da das Kabinett nach einer allgemeinen Unterhauswahl zurücktreten muss, folgt automatisch eine weitere Wahl des Premierministers, sobald die Nationalversammlung nach der Wahl zusammenkommt, auch wenn der erst vor kurzem neu gewählte Regierungschef bestätigt werden sollte.

## Wahltermin
Die Wahl fand am 31. Oktober 2021 statt; die „amtliche Bekanntmachung“ (公示 kōji; Nominierungsschluss, gesetzlicher Wahlkampfbeginn, Beginn der vorzeitigen Abstimmung) erfolgte am 19. Oktober. Dazu wurde das Shūgiin am 14. Oktober, dem letzten angesetzten Sitzungstag der 205. Kokkai, aufgelöst. Die Wahlperiode der bei der letzten allgemeinen Wahl 2017 gewählten Abgeordneten endete am 21. Oktober 2021. Die Abgeordnetenhauswahl 2021 war damit die erste Wahl der Nachkriegsgeschichte, die nicht nur zum (wie 1976, der einzigen Nachkriegswahl ohne Abgeordnetenhausauflösung), sondern nach Ablauf der vollen Wahlperiode von vier Jahren stattfand.
Wie immer wurde gleichzeitig mit der Unterhauswahl die Volksabstimmung über den Verbleib von neu ernannten oder seit zehn Jahren nicht bestätigten Richtern am Obersten Gerichtshof durchgeführt. Ebenfalls am 31. Oktober fanden unter anderem die Gouverneurswahl in Miyagi und die Bürgermeisterwahlen in den Großstädten Kawasaki und Kōbe statt.
Bereits eine Woche vorher gab es am 24. Oktober mit den Senatsnachwahlen in Shizuoka und Yamaguchi Wahlen zum nationalen Parlament: In der konservativen Hochburg Yamaguchi setzte sich LDP-Kōmeitō-Kandidat Tsuneo Kitamura mit rund drei Viertel der Stimmen gegen Kandidaten von KPJ und „NHK-Partei“ durch; in Shizuoka gewann der von KDP und DVP unterstützte ehemalige Präfekturparlamentsabgeordnete Shinnosuke Yamazaki gegen den ehemaligen Bürgermeister von Gotenba, Yōhei Wakabayashi (LDP – Kōmeitō), und eine Kommunistin.

## Wahlsystem und Wahlkreise
Wahlsystem und Wahlkreise sind gegenüber der letzten Wahl 2017 unverändert. Zwar ist eine Neuverteilung der Sitze auf die Präfekturen per Adams-Verfahren bereits beschlossen, wird aber erst voraussichtlich bei der nächsten Wahl nach 2021 effektiv. Damit bleibt es in den beiden Teilen der Wahl beim bisherigen Wahlkreiszuschnitt:
- Die 176 Verhältniswahlsitze verteilen sich auf elf regionale Wahlkreise („Blöcke“). Die Sitzverteilung auf die Parteilisten erfolgt ohne formale Sperrklausel nach d’Hondt-Verfahren. Die effektive Hürde ist zum Teil sehr hoch, im kleinsten „Block“ Shikoku sind nur sechs Sitze zu vergeben.
- Die 289 Mehrheitswahlsitze werden in 289 Einmandatswahlkreisen durch relative Mehrheitswahl vergeben. Die gesetzliche Hürde von einem Sechstel der Stimmen ist praktisch nicht relevant wegen der üblicherweise geringen Zahl an Kandidaten. Für jeden Bewerber ist eine Kaution von 3 Millionen Yen (30. Oktober 2021: rund 22800 €) zu hinterlegen, die zurückerstattet wird, wenn er mindestens 10 % der gültigen Stimmen erreicht.[10]

Es handelt sich um ein Grabenwahlsystem mit zwei völlig voneinander unabhängigen Sitzverteilungen. Die Mehrheitswahlmandate entscheiden wegen ihrer größeren Zahl und höheren Sensitivität auf kleinere Stimmenverschiebungen meistens die Wahl. Alle Wahlen zum Shūgiin seit 2005 waren Mehrheitswahl-Erdrutsche mit über 200 Mehrheitswahlsitzen für die siegreiche Partei, damit reichte schon ein sehr schwaches Verhältniswahlergebnis zur absoluten Sitzmehrheit insgesamt. Aber bei einem weniger eindeutigen Mehrheitswahlergebnis nach Sitzen kann die Verhältniswahl auch entscheidend für die Gesamtmehrheit sein.
Gleichzeitige Doppelkandidaturen von einzelnen Kandidaten in beiden Wahlsegmenten sind bei Parteien mit gesetzlichem Parteistatus möglich. Doppelkandidaten, die bei der Mehrheitswahl weniger als 10 % der Wahlkreisstimmen erzielen, werden wie alle Wahlkreissieger von den Verhältniswahllisten gestrichen. Die Verhältniswahllisten werden grundsätzlich von den Parteien geordnet, sie können aber mehrere Doppelkandidaten auf denselben Listenplatz setzen; dann entscheidet deren individueller Erfolg bzw. die „Knappheit ihrer Niederlage“ bei der Mehrheitswahl in Form der sekihairitsu (Wahlkreisstimmen ÷ Stimmen des Wahlkreissiegers) über die Reihenfolge bei der Verhältniswahl (vgl. Zweitmandate in Baden-Württemberg).

## Ausgangslage
- KPJ: 12
- SDP: 1
- Reiwa Shinsengumi: 1
- KDP: 109
- DVP: 8
- „NHK-Partei“: 1
- Ishin: 11
- Unabhängige inkl. 1 Sonst.: 13
- Vakant: 4
- Kōmeitō: 29
- LDP: 276

Die seit 2012 regierende Mitte-rechts-Koalition aus Liberaldemokratischer Partei (LDP) und Kōmeitō wird seit Anfang Oktober 2021 vom neuen LDP-Vorsitzenden und Premierminister Fumio Kishida geführt. Sein neues Kabinett übernahm nur drei Minister aus dem Vorgängerkabinett Suga. Nach der Wahl Kishidas zum LDP-Vorsitzenden wurde die Koalitionsvereinbarung der Regierungsparteien am 1. Oktober neu aufgelegt.
Wie schon mehrfach seit dem Regierungswechsel 2012 hat sich das Parteiensystem auf Oppositionsseite seit der letzten Wahl neu organisiert. Die inzwischen eindeutig Hauptoppositionspartei ist die linksliberale Konstitutionell-Demokratische Partei (KDP) unter Yukio Edano. Sie hat sich mit den linken Parteien KPJ, SDP und Reiwa Shinsengumi auf einige gemeinsame programmatische Ziele verständigt und verhandelt über möglichst flächendeckend gemeinsame Kandidatennominierungen bei der Mehrheitswahl. Für den Fall eines Wahlsiegs verständigten sich KDP und KPJ auf eine „begrenzte“ (限定的 gentei-teki) Zusammenarbeit außerhalb des Kabinetts (閣外協力 kakugai kyōryoku; entspricht etwa confidence-and-supply- oder Duldungsvereinbarungen in anderen Systemen). Im rein hypothetischen Fall eines Wahlsiegs des Mitte-links-Blocks müsste ein neues Kabinett ohne die bisherigen Regierungsparteien mindestens bis zur Senatswahl im Sommer 2022 mit einem „verdrehten“ Parlament rechnen und ohne sichere Gesetzgebungsmehrheit im Parlament regieren, weil LDP und Kōmeitō zusammen eine absolute Senatsmehrheit halten. Die eher klassisch bürgerlich-liberale Demokratische Volkspartei (DVP) hat sich über die Kooperationsvereinbarung mit den Kommunisten etwas vom Mitte-links-Bündnis distanziert, stimmte bei der Wahl des Premierministers am 4. Oktober nicht für Edano und schloss einen immer noch diskutierten zukünftigen Zusammenschluss mit der KDP aus. Sie will die Wahl „unabhängig“ bestreiten, ist aber letztlich weiter Teil der gemeinsamen Oppositionswahlstrategie für einen Regierungswechsel.
Die übrige, Mitte-rechts-Opposition besteht in der Hauptsache aus der Nippon Ishin no Kai (~„Vereinigung zur Erneuerung/Restauration Japans“), die bisher vor allem in Osaka, wo sie den Gouverneur, die Parlamentsmehrheit sowie eine Reihe von Bürgermeistern stellt, und dem umliegenden Kansai stark ist. Daneben existiert die kleine „NHK-Partei“ als Ein-Themen-Partei.
Die Tokioter Präfekturpartei Tomin First no Kai von Gouverneurin Yuriko Koike gründete Anfang Oktober die First no Kai (ファーストの会) als nationalen Ableger; die neue Partei bezeichnet sich als „konservativ-zentristisch“ (保守中道 hoshu-chūdō) und wollte in den 25 Wahlkreisen Tokios flächendeckend und möglichst darüber hinaus Kandidaten nominieren. Aber am 15. Oktober kündigte die Partei an, bei dieser Wahl auf Nominierungen zu verzichten.
| Partei | Bisherige Abgeordnete | Nominierte Kandidaten      | Nominierte Kandidaten      | Nominierte Kandidaten                                                                | Nominierte Kandidaten                                                                | Nominierte Kandidaten | Nominierte Kandidaten |
| --- | --------------------- | -------------------------- | -------------------------- | ------------------------------------------------------------------------------------ | ------------------------------------------------------------------------------------ | --------------------- | --------------------- |
| Partei | Bisherige Abgeordnete | für 289 Mehrheitswahlsitze | für 289 Mehrheitswahlsitze | für 176 Verhältniswahlsitze (abzüglich siegreiche/disqualifizierte Doppelkandidaten) | für 176 Verhältniswahlsitze (abzüglich siegreiche/disqualifizierte Doppelkandidaten) | Summe                 | Summe                 |
| Partei | Bisherige Abgeordnete |                            | (Doppelkandidaten)         | (Doppelkandidaten)                                                                   |                                                                                      |                       | (Frauen)              |
| Liberaldemokratische Partei (Jiyūminshutō)                                                                                                   | 276                   | 277                        | 251                        | 251                                                                                  | 310                                                                                  | 336                   | (33)                  |
| Konstitutionell-Demokratische Partei (Rikken Minshutō)                                                                                       | 109                   | 214                        | 213                        | 213                                                                                  | 239                                                                                  | 240                   | (44)                  |
| Kōmeitō („Fairness-/Aufrichtigkeits-/Gerechtigkeitspartei“)                                                                                  | 29                    | 9                          | 0                          | 0                                                                                    | 44                                                                                   | 53                    | (4)                   |
| Kommunistische Partei Japans (Nihon Kyōsantō)                                                                                                | 12                    | 105                        | 15                         | 15                                                                                   | 40                                                                                   | 130                   | (46)                  |
| Nippon Ishin no Kai („Vereinigung zur Erneuerung/Restauration Japans“)                                                                       | 11                    | 94                         | 94                         | 94                                                                                   | 96                                                                                   | 96                    | (14)                  |
| Demokratische Volkspartei (Kokumin Minshutō)                                                                                                 | 8                     | 21                         | 21                         | 21                                                                                   | 27                                                                                   | 27                    | (8)                   |
| Reiwa Shinsengumi | 1                     | 12                         | 12                         | 12                                                                                   | 21                                                                                   | 21                    | (5)                   |
| Sozialdemokratische Partei (Shakaiminshutō)                                                                                                  | 1                     | 9                          | 9                          | 9                                                                                    | 15                                                                                   | 15                    | (9)                   |
| NHK to saiban shiteru tō bengoshi-hō 72-jō ihan de („Partei, die wegen Verstoß gegen Art. 72 Anwaltsgesetz gegen die NHK vor Gericht zieht“) | 1                     | 27                         | 8                          | 8                                                                                    | 11                                                                                   | 30                    | (10)                  |
| Sonstige | 1                     | 9                          | –                          | –                                                                                    | 14                                                                                   | 23                    | (3)                   |
| Unabhängige (=ohne Parteinominierung; manche mit Wahlempfehlungen von Parteien)                                                              | 12                    | 80                         | –                          | –                                                                                    | –                                                                                    | 80                    | (10)                  |
| Summe | 461 (4 Vakanzen)      | 857                        | 623                        | 623                                                                                  | 817                                                                                  | 1051                  | (186)                 |

## Umfragen und Prognosen
Nach Prognosen von großen Zeitungen und Nachrichtenagenturen aufgrund der Umfragen nach dem Wahlbeginn/der Kandidatennominierung kann die Regierungskoalition wahrscheinlich ihre Mehrheit halten, muss aber mit Verlusten für die LDP rechnen, während KDP und Ishin no Kai Gewinne erwarten können. Wahrscheinlich, aber mit Unsicherheiten in manchen Umfragen zum Ende des Wahlkampfs, behält die LDP auch eine alleinige absolute Mehrheit und die Regierungskoalition die sogenannte „absolut sichere/stabile Mehrheit“ (絶対安定多数 zettai antei tasū) von 261 Sitzen, die es ihr erlaubt, alle Ausschüsse zu kontrollieren.

## Wahlbeteiligung und Ergebnis
Die Wahlbeteiligung stieg leicht auf 55,93 % bei der Mehrheitswahl und 55,92 % bei der Verhältniswahl.
Die Regierungskoalition verteidigte mit insgesamt 293 Sitzen (LDP 261 inklusive zwei rückwirkend nachnominierten Unabhängigen, Kōmeitō 32) unter leichten Verlusten ihre Mehrheit. Die Ishin no Kai verzeichnete deutliche Gewinne und gewann 41 Sitze, darunter 15 der 19 Mehrheitswahlsitze in Osaka. Die KDP konnte zwar bei der Mehrheitswahl einige Sitze hinzugewinnen, fiel aber im Verhältniswahlsegment, wo sie durch den Zusammenschluss mit dem Großteil der DFP/Kibō→DVP seit 2020 fast genauso stark wie die LDP war, deutlich unter den Vorwahlstand zurück und kommt aus beiden Wahlsegmenten zusammen auf insgesamt 96 Sitze, weniger als vor der Wahl. Die DVP gewann elf, die KPJ zehn und die Reiwa Shinsengumi drei Sitze. Die SDP verteidigte ihren einzigen Sitz in Okinawa. Zehn Wahlkreise (ohne die LDP-Nachnominierten) gingen an Unabhängige aus beiden Lagern.
| Partei | Partei                                                        | Sitze vor der Wahl                                 | Verhältniswahl | Verhältniswahl | Verhältniswahl | Mehrheitswahl  | Mehrheitswahl | Mehrheitswahl | Sitze nach der Wahl |
| --- | ------------------------------------------------------------- | -------------------------------------------------- | -------------- | -------------- | -------------- | -------------- | ------------- | ------------- | ------------------- |
| Partei | Partei                                                        | Sitze vor der Wahl                                 | Stimmen        | Anteil         | Sitze          | Stimmen        | Anteil        | Sitze         | Sitze nach der Wahl |
| | Liberaldemokratische Partei (LDP)                             | 276                                                | 19.914.883,000 | 34,7 %         | 72             | 27.626.235,498 | 48,1 %        | 187           | 259                 |
| | Konstitutionell-Demokratische Partei (KDP)                    | 109                                                | 11.492.094,722 | 20,0 %         | 39             | 17.215.621,450 | 30,0 %        | 57            | 96                  |
| | Nippon Ishin no Kai (Ishin)                                   | 11                                                 | 8.050.830,000  | 14,0 %         | 25             | 4.802.793,000  | 8,4 %         | 16            | 41                  |
| | Kōmeitō (Komei)                                               | 29                                                 | 7.114.282,000  | 12,4 %         | 23             | 872.931,000    | 1,5 %         | 9             | 32                  |
| | Demokratische Volkspartei (DVP)                               | 8                                                  | 2.593.396,241  | 4,5 %          | 5              | 1.246.812,000  | 2,2 %         | 6             | 11                  |
| | Kommunistische Partei Japans (KPJ)                            | 12                                                 | 4.166.076,000  | 7,2 %          | 9              | 2.639.631,000  | 4,6 %         | 1             | 10                  |
| | Reiwa Shinsengumi (ReiShin)                                   | 1                                                  | 2.215.648,000  | 3,9 %          | 3              | 248.280,000    | 0,4 %         | 0             | 3                   |
| | Sozialdemokratische Partei (SDP)                              | 1                                                  | 1.018.588,000  | 1,8 %          | 0              | 313.193,000    | 0,5 %         | 1             | 1                   |
| | NHK to saiban shiteru tō bengoshi-hō 72-jō ihan de (N-Partei) | 1                                                  | 796.788,000    | 1,4 %          | 0              | 150.542,180    | 0,3 %         | 0             | 0                   |
| | Sonstige (Sonst.)                                             | 1                                                  | 103.393,000    | 0,2 %          | 0              | 71.826,000     | 0,1 %         | 0             | 0                   |
| | Unabhängige/ohne Parteinominierung (Unabh.)                   | 12                                                 | –              | –              | –              | 2.269.167,814  | 3,9 %         | 12            | 12                  |
| Summe (gültige Stimmen)                                                                                       | Summe (gültige Stimmen)                                       | 461 (4 Vakanzen)                                   | 57.465.978,963 | 100 %          | 176            | 57.457.032,942 | 100 %         | 289           | 465                 |
| Wahlbeteiligung (von 105.320.517 Wahlberechtigten)                                                            | Wahlbeteiligung (von 105.320.517 Wahlberechtigten)            | Wahlbeteiligung (von 105.320.517 Wahlberechtigten) | 58.893.807     | 55,92 %        |                | 58.901.616     | 55,93 %       |               |                     |
| Anmerkungen: 1. 2. Zur Erklärung der Nachkommastellen siehe Wahlen in Japan#„Proportionale Bruchteilstimmen“. |                                                               |                                                    |                |                |                |                |               |               |                     |

Für Ergebnisse aus allen 11+289 Wahlkreisen siehe Ergebnisse der Shūgiin-Wahl 2021.

## Auswirkungen
Am Tag nach der Wahl wurde die Koalitionsvereinbarung von LDP und Kōmeitō bestätigt. Am 10. November 2021 trat die 206. Kokkai zusammen, um Fumio Kishida zum Premierminister des 101. Kabinetts zu wählen.
Angesichts des schwachen Abschneidens der KDP kündigten Yukio Edano und weitere Führungsmitglieder des Parteivorstands zwei Tage nach der Wahl ihren Rücktritt an.